# IHL 1931/32
Die Saison 1931/32 war die dritte reguläre Saison der International Hockey League (IHL). Meister wurden die Buffalo Bisons.

## Modus
In der Regulären Saison absolvierten die sieben Mannschaften jeweils 48 Spiele. Für einen Sieg erhielt jede Mannschaft zwei Punkte, bei einem Unentschieden einen Punkt und bei einer Niederlage null Punkte.

## Reguläre Saison

### Tabelle
Abkürzungen: GP = Spiele, W = Siege, L = Niederlagen, T = Unentschieden, GF = Erzielte Tore, GA = Gegentore, Pts = Punkte
|                           | GP | W  | L  | T  | GF  | GA  | Pts |
| ------------------------- | -- | -- | -- | -- | --- | --- | --- |
| Buffalo Bisons            | 48 | 25 | 14 | 9  | 106 | 80  | 59  |
| London Tecumsehs          | 48 | 21 | 15 | 12 | 92  | 70  | 54  |
| Windsor Bulldogs          | 48 | 21 | 16 | 11 | 123 | 104 | 53  |
| Detroit Olympics          | 48 | 19 | 19 | 10 | 96  | 97  | 48  |
| Pittsburgh Yellow Jackets | 48 | 17 | 22 | 9  | 91  | 118 | 43  |
| Syracuse Stars            | 48 | 16 | 23 | 9  | 111 | 118 | 41  |
| Cleveland Indians         | 48 | 15 | 25 | 8  | 110 | 142 | 38  |